# Avenida de Jaime II
La avenida Jaime II es una importante arteria urbana en la ciudad de Alicante, España. Bordea la cara norte del monte Benacantil y conecta la avenida Alfonso el Sabio con el nudo norte del conocido como scalextric del Postiguet.

## Historia
Su origen se remonta a finales de la década de 1950, cuando el alcalde Agatángelo Soler decidió transformar el antiguo barrio de Las Provincias en una nueva avenida que conectara Alfonso el Sabio con el Pla del Bon Repós. La construcción de la avenida implicó la desaparición de varias calles y la expropiación de numerosas viviendas en diferentes fases.
El proyecto de la avenida Jaime II fue aprobado en septiembre de 1957 y se dividió en tres fases de expropiación, afectando un total de 543 fincas. La primera fase de expropiaciones comenzó en noviembre de 1959, y 42 viviendas fueron demolidas, afectando a las calles Gallo, Concepción y Valcárcel. Las familias desalojadas fueron trasladadas al barrio Francisco Franco, en el actual Virgen del Remedio. La segunda fase de expropiaciones tuvo lugar tres años después e involucró la compra de fincas en el barrio de San Antón. Varias calles desaparecieron o fueron acortadas, como la calle del Ingeniero Francisco Mira.
Aunque en un principio se propuso llamarla avenida de las Cigarreras en honor a las trabajadoras de la Fábrica de Tabacos, finalmente se le dio el nombre de Jaime II. La construcción de la avenida implicó la desaparición de la calle dedicada al ingeniero Francisco Mira y Botella, así como el acortamiento de las calles Díaz Moreu, Trafalgar y los Platos. En mayo de 2007, se inauguró un túnel en la zona de la avenida Jaime II, destinado al tranvía de Alicante. El túnel, que se extiende desde el Mercado Central hasta el Hotel Maya, cubre un trayecto subterráneo de 700 metros.